# Guardia de Hierro (Rumania)
La Guardia de Hierro (en rumano: Garda de Fier) fue un movimiento rumano de tipo fascista, ultranacionalista, clericalista y antisemita convertido luego en un partido político, que existió desde 1927 hasta 1941. 
El movimiento fue fundado bajo el nombre Legión de San Miguel Arcángel el 24 de junio de 1927 por Corneliu Zelea Codreanu y liderado por él hasta su muerte en 1938. Los adeptos y miembros del movimiento eran llamados «legionarios». En marzo de 1931, Codreanu formó la Guardia de Hierro, una rama paramilitar y política de la Legión, cuyo nombre llegó a aplicarse a la Legión entera. En junio de 1933, la Legión cambió oficialmente su denominación, pasando a llamarse partido «Totul pentru Țară» (‘Todo para el País’). También se le conoció simplemente como «Movimiento Legionario» (en rumano: Mișcarea Legionară).
Sus miembros llevaban uniformes verdes —considerados símbolo de rejuvenecimiento, por lo que recibieron el apodo de «camisas verdes»— y se saludaban con el característico "saludo romano", de manera similar a otros movimientos de corte facista en Europa. El símbolo principal utilizado por la Guardia de Hierro fue una cruz triple, representando barras de prisión (como símbolo del martirio), a veces llamada «La Cruz del Arcángel Miguel».
Tras llevar a cabo un fallido golpe de Estado en contra del dictador Ion Antonescu, el movimiento fue perseguido y disuelto en 1941.

## Antecedentes
Tras la Primera Guerra Mundial Rumanía creció enormemente en territorio y población, pero a menudo en las nuevas provincias las nuevas minorías aún acaparaban los principales puestos educativos que, en un país con escasa empresa privada, era la manera de obtener un empleo de clase media en la administración pública o dependiente de ella. Esta situación dio lugar a una reacción nacionalista de los estudiantes rumanos, que pretendían desplazar a las minorías. Los cabecillas de estos movimientos estudiantiles de protesta nacionalista provenían de la pequeña burguesía: Codreanu era hijo de un profesor de enseñanza secundaria de Bucovina, Ion Moţa era hijo de un sacerdote, etc. El peligro de marginación de los jóvenes de la baja burguesía y su situación de inadaptación se convirtieron en virtudes entre los seguidores del movimiento estudiantil.
Cuando en 1923 el movimiento comenzó a disolverse, los más extremistas de entre los estudiantes, entre ellos Codreanu y Moţa, planearon un ataque final contra políticos y banqueros judíos. Descubiertos por la policía, fueron encerrados en el monasterio de Văcăreşti. Una campaña de apoyo a los arrestados, sin embargo, hizo que fuesen pronto liberados, a excepción de Moţa, arrestado 6 meses más por el asesinato de uno de los confabulados, supuestamente por haberlos traicionado. Aunque el plan fue un fracaso, sirvió para dar a conocer a los estudiantes en todo el país y convertir el movimiento de protesta universitario en un movimiento político nacionalista y antisemita, que tomaba como modelo la Acción francesa, que predicaba similares valores en Francia.
El 25 de octubre de 1924 Codreanu asesinó al prefecto de policía Constantin Manciu, por haber reprimido el movimiento estudiantil. Nuevamente Codreanu fue absuelto y su juicio sirvió de propaganda a su movimiento. Su acción y posterior absolución le convirtió en una figura nacional, de creciente popularidad.
Hasta 1927 los estudiantes dependían de la Liga para la Defensa Nacional-Cristiana (Liga Apărării Naţional Creştine, LANC), formación nacionalista y antisemita encabezada por el profesor universitario A. C. Cuza, veterano antisemita. Cuza, sin embargo, no compartía la tendencia rebelde de los estudiantes y concebía su formación como un partido político tradicional, lo que llevó a un paulatino alejamiento entre él y los caudillos estudiantiles.

## Fundación y alzamiento

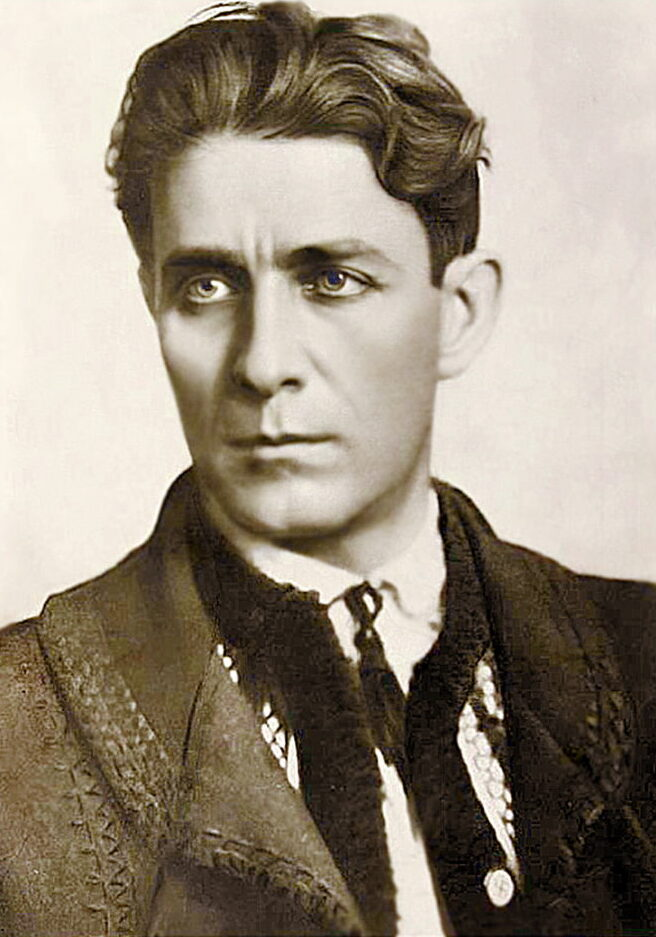
Corneliu Zelea Codreanu fue el fundador y líder de la Guardia de Hierro.

En 1927 Corneliu Zelea Codreanu dejó su importante posición en la Liga de la Defensa Nacional-Cristiana para fundar la «Legión de San Miguel Arcángel». Dicho grupo se diferenció de los demás movimientos fascistas de su época por su carácter religioso, por su forma de aceptar y aplicar el cristianismo ortodoxo rumano. Según Ioanid, la Legión «insertó voluntariamente varios elementos del cristianismo ortodoxo en su doctrina política, hasta el punto de convertirse en uno de los pocos movimientos políticos modernos de Europa con una estructura ideológica religiosa».
En 1929 la formación, con estructura de comuna religiosa de jóvenes, contaba con menos de 1000 miembros y estaba establecida en Iaşi. El mismo año, Codreanu ordenó a sus seguidores comenzar su expansión a través de la participación electoral en Moldavia y Besarabia, así como del uso de una compleja propaganda con gran uso de la religión.
En 1930 se fundó oficialmente la rama militar de la Legión, la «Guardia de Hierro», que se convirtió en sinónimo de la Legión.

### Características e ideología

#### Estructura
La Legión se caracterizó porque su base de simpatizantes y militantes estuvo formada mayoritariamente por campesinos y estudiantes, y no masivamente por veteranos de guerra. Sin embargo, los legionarios tuvieron en común con los fascistas europeos su carácter violento, rasgo que se acentuó aún más cuando, a fines de 1933, se constituyó un gobierno autoritario moderado que prometía el desmantelamiento del fascismo en Rumanía. Ante esas circunstancias, la Legión contraatacó organizando las unidades de acción directa, llamadas echipa mortii, las mismas que el 29 de diciembre de 1933 asesinaron al primer ministro del recién elegido gobierno, Ion Duca, el líder del Partido Nacional Liberal. El hincapié de la Guardia de Hierro en el sacrificio y el sufrimiento, amén de su fanatismo, le dieron un carácter violento y terrorista. La salvación de los miembros, convertidos a un nuevo modo de vida indicado por Codreanu, venía a través de las acciones de entrega fanática y violenta.
A pesar de su propaganda comunitaria, la Guardia de Hierro tenía una estructura jerárquica autoritaria, una pirámide de caudillos con Codreanu en su vértice. Su base la formaban células de unos 3 a 13 miembros llamadas "nidos" (en rumano: cuiburi). Los nidos se agrupaban para formar «guarniciones» que, a su vez, se unían en «sectores», «condados» y «regiones». Los caudillos de los nidos y las guarniciones no eran elegidos por la dirección del partido, pero sí lo eran los jefes del resto de niveles. Estos eran directamente responsables ante Codreanu.
Ante el crecimiento de la organización, en 1934 se estableció un periodo de prueba para los nuevos militantes y una serie de procesos obligatorios que debían reforzar la disciplina del grupo. La dirección del partido también creció y se crearon nuevos cargos y agrupaciones selectas, como la de los "Caballeros de la Anunciación" en 1936. La reforma estructural interna no logró evitar, sin embargo, la aparición de facciones en la dirección del partido. En 1934 se contaban ya 4 de ellas, enfrentadas por el propio Codreanu para mantener su poder.

#### Ideología
El "Capitán" Codreanu fue su líder carismático, siendo la Legión conocida por su hábil propaganda, incluyendo el espectáculo, usando marchas, procesiones religiosas (con "milagros" y visiones incluidos), así como himnos patrióticos y partidistas, trabajo voluntario en el campo y campañas caritativas en zonas rurales. Toda esta acción se orientó para imponer la filosofía típica de la tercera posición, es decir, anticomunista, antisemita, antiliberal, anticapitalista y antiparlamentaria, a fin de presentarse como una alternativa patriótica a los partidos "corruptos y clientelistas", incluyendo la Liga de la Defensa Nacional-Cristiana. El propósito declarado de la Legión fue la creación de un «hombre nuevo», que debería anteponer a todo su país y su religión, superando los intereses mezquinos del liberalismo y el comunismo. Codreanu se presentaba como un nuevo Mesías, enviado por el arcángel Miguel para lograr la regeneración del pueblo rumano según sus dictados. Moţa, el ideólogo de la formación, fomentó el culto a la personalidad de Codreanu.
La formación unió dos ideas centrales de la política rumana: el nacionalismo y la religión, obteniendo un gran poder de atracción social. A pesar de las actividades pseudorreligiosas de la Guardia de Hierro y de su frecuente utilización de símbolos religiosos, su relación con la Iglesia ortodoxa rumana fue ambigua, alternando periodos de cooperación con otros de enfrentamiento y discrepancias. Hacia 1937 cerca del 20 % de los sacerdotes ortodoxos rumanos pertenecían a la Guardia de Hierro, a pesar de la diferencia fundamental entre los planteamientos de la Iglesia ortodoxa y la Guardia, esencialmente por la defensa del uso de la violencia por ésta. Los efímeros acercamientos de la jerarquía eclesiástica ortodoxa de Rumanía a la Guardia de Hierro se debieron a su sensación de crisis y amenaza por parte de otras confesiones, y a su deseo de lograr respaldo en las formaciones políticas.
Al igual que otros movimientos fascistas y religiosos de su tiempo, como los Lăncieri (lanceros), con los que chocaba frecuentemente en la violencia callejera, la Guardia de Hierro era activamente antisemita, promoviendo la idea de la constante "agresión rabínica en contra del mundo cristiano", bajo formas como la francmasonería, el freudianismo, la homosexualidad, el ateísmo, el marxismo, el bolchevismo, o la guerra civil de España, que, según ellos, tenían el propósito de minar a la sociedad española.

## Persecución y tolerancia
Dada la hostilidad de los partidos tradicionales, el respaldo electoral de la Guardia de Hierro hasta 1933 fue escaso, aunque la crisis económica mundial la benefició, convirtiéndose entonces en un partido de masas.
| Crecimiento electoral de la Guardia de Hierro (porcentaje de votos 1931-1937) |
|                                                                               |
| Prohibida en 1933 Según Shapiro, p. 55.                                       |

El 10 de diciembre de 1933 el primer ministro liberal Ion Duca ilegalizó a la Guardia de Hierro. Como respuesta, miembros de la misma lo asesinaron el 29 de diciembre de 1933, en el andén de la estación de tren de Sinaia, cuando regresaba de una entrevista con el entonces rey de Rumanía Carlos II.
A pesar de ser la organización rumana ideológicamente más cercana al nazismo, a mediados de la década de 1930 el respaldo alemán a Codreanu era muy limitado. Solo la Auslandsorganization (AO) del NSDAP mantenía ciertos contactos con la Guardia de Hierro, prefiriendo el gobierno de Adolf Hitler un representante más estable como partido de gobierno en Rumanía.

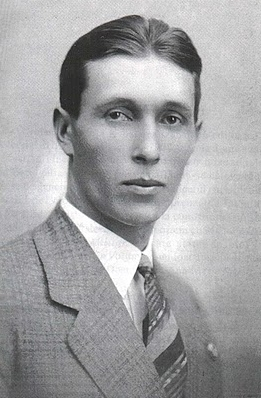
Vasile Marin, uno de las personalidades destacadas de la Legión, fallecido en 1937 en la Guerra Civil Española.

A mediados de la década de 1930 la sociedad rumana se fue radicalizando, hecho que, junto con la crisis de los partidos tradicionales, favoreció a la Guardia de Hierro.
En 1936 la Guardia de Hierro sufrió su primera escisión cuando uno de sus principales caudillos, Mihai Stelescu, la abandonó para formar una agrupación rival, aunque fue pronto brutalmente asesinado por sus antiguos compañeros. A comienzos de 1937 Ion Moţa y Vasile Marin, dos de los dirigentes de la facción de los văcăreşteni, que habían fundado la Legión con Codreanu, murieron en la localidad madrileña de Majadahonda durante la guerra civil española, en un intento de retomar el poder en la organización mediante una acción espectacular (13 de enero de 1937). Su muerte y el posterior uso propagandístico por la organización detuvo la reorganización de la formación, que dio un giro pietista.
El crecimiento en la popularidad de la Guardia de Hierro llevaron al monarca rumano, Carlos II, a sopesar la posibilidad de tomar el control de la formación como base de un régimen de dictadura monárquica. Las negociaciones secretas entre el soberano y Codreanu en febrero de 1937, sin embargo, fracasaron. El fracaso llevó a un enfrentamiento abierto entre el rey y Codreanu.
El acuerdo electoral de finales de 1937 entre Iuliu Maniu, Codreanu y otras formaciones para evitar la tradicional manipulación de los comicios por el partido en el poder dio una página de respetabilidad a la Guardia de Hierro, mientras que debilitó a Maniu. Los intentos alemanes de acercar a la Guardia de Hierro y el también antisemita y pronazi Partido Nacional Cristiano fracasó.

## La lucha por el poder

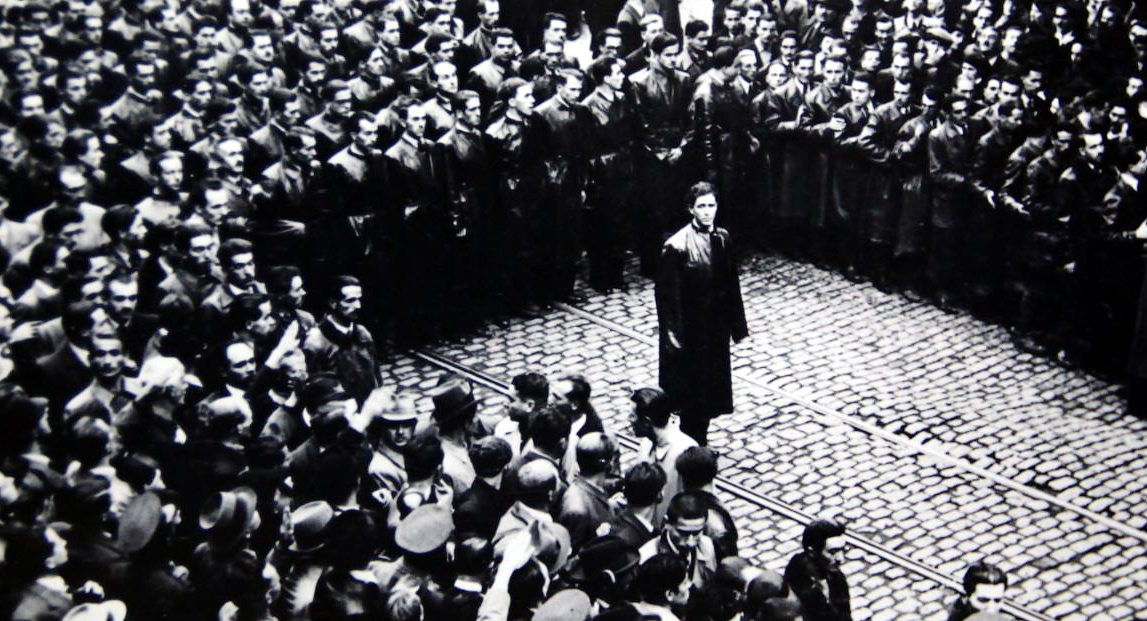
Codreanu en 1937 junto a más miembros de la Guardia de Hierro.

En las elecciones parlamentarias de 1937 la Legión se alzó como la tercera fuerza política más votada, después del Partido Nacional Liberal y del Partido Nacional Campesino, con un 15,5 % de los votos. El rey se opuso enérgicamente a los propósitos políticos de los legionarios y consiguió mantenerlos fuera del gobierno hasta 1940, cuando se vio forzado a abdicar dada la situación política nacional y europea, envuelta en la Segunda Guerra Mundial. A pesar de su éxito electoral, Carlos II nombró un gobierno de la principal organización de la ultraderecha rumana, el Partido Nacional Cristiano. Ante la situación caótica que este creó y la alianza de sus dirigentes con Codreanu para las elecciones de marzo de 1938, el rey Carlos destituyó al primer ministro Octavian Goga e instauró una dictadura monárquica el 10 de febrero de 1938.
El poder de la Guardia de Hierro se debilitó rápidamente por la persecución del nuevo régimen. A mediados de abril Codreanu fue arrestado. Tras dos juicios sucesivos fue condenado a 10 años de trabajos forzados. Temiendo el uso de la Guardia de Hierro por la Alemania nazi tras la crisis de Múnich del otoño de 1938, Carlos II ordenó la ejecución de Codreanu (29 de noviembre de 1938). Fue estrangulado junto con otros legionarios por los gendarmes que les escoltaban durante su traslado de la prisión. El Gobierno rumano inventó un intento de fuga de los legionarios para justificar la eliminación de Codreanu como principal opositor. 
Durante este período la Legión fue duramente perseguida desde el poder.
|  |  |

El 7 de marzo de 1939 se formó un nuevo gobierno, con Armand Călinescu como primer ministro; el 21 de septiembre de 1939 Călinescu fue asesinado por un grupo de legionarios que vengaron a Codreanu, sumándose así a otros actos de violencia en Rumanía. La represión gubernamental fue brutal: los asesinos fueron fusilados en la plaza donde habían matado al primer ministro y sus cuerpos quedaron como advertencia a la Guardia de Hierro. En los días siguientes y por orden del rey, 253 legionarios fueron ejecutados sin juicio, extendiéndose una ola de terror para oponerse a la de los legionarios. Ésta eliminó a la antigua dirección del partido, que había quedado descabezado con la muerte de Codreanu, pues no había nombrado sucesor al frente de la Guardia de Hierro.
La Guardia de Hierro se dividió así en facciones, en las que nuevos dirigentes tuvieron un papel destacado. A finales de 1940 existían tres corrientes principales y enfrentadas:
- La más pragmática, encabezada por Horia Sima, caudillo del Banato, que acabó haciéndose con el control de la formación.
- La de los cercanos al padre de Codreanu y sus hermanos.
- La de los seguidores de Moţa y Marin.

Tras una larga disputa Horia Sima se hizo con el control, aunque inestable, de la Guardia de Hierro.

## Liderato de Horia Sima y disolución
Durante los primeros meses de la Segunda Guerra Mundial, Rumanía fue oficialmente neutral. Sin embargo, después del Pacto Molotov-Ribbentrop del 23 de agosto de 1939, que estipuló, entre otras cosas, el "interés" soviético en Besarabia, las promesas de Francia y el Reino Unido no fueron de más ayuda a Rumanía que a Polonia. 
Cuando la Alemania nazi invadió Polonia, Rumanía ofreció asilo a los miembros del Gobierno polaco e incluso después del asesinato de Călinescu, el rey Carlos II intentó mantener la neutralidad. No obstante, el acercamiento al Eje Roma-Berlín-Tokio se hizo inevitable después de la capitulación de Francia y de la retirada británica de Europa. 
Ante estos acontecimientos, la situación política se volvió favorable para los legionarios. El gobierno de Ion Gigurtu, formado el 4 de julio de 1940, incluyó a un miembro legionario, pero antes de la llegada al poder, el movimiento legionario había ido perdiendo a la mayoría de su jefes carismáticos. Horia Sima, un antisemita convencido de que llegó a ser el líder nominal del movimiento tras la muerte de Codreanu, fue uno de los pocos legionarios prominentes que habían sobrevivido para encarar su compromiso con el poder. 
El 4 de septiembre de 1940 la Legión entabló una alianza no exenta de tensiones con el general (después mariscal) Ion Antonescu, formando el gobierno del «Estado Nacional Legionario» después de la abdicación forzada del rey Carlos II. Rumanía se acercó de esa manera todavía más al Eje, al que se unió oficialmente en junio de 1941. Horia Sima fue nombrado vicepresidente del Consejo de Ministros. La Guardia de Hierro, mal preparada para tomar el poder en ese momento, se hallaba internamente dividida en fracciones. Si bien la principal la encabezaba Sima, dirigente de escasa talla que trataba de presentarse como representante del difunto Codreanu, otra la dirigían el padre y los hermanos de este, mientras que existía una tercera centrada en Transilvania, más socialista y antialemana. Apenas unos cientos de veteranos de la formación seguían con vida, pero la Guardia de Hierro recibió una enorme cantidad de nuevos afiliados, en muchos casos oportunistas, conocidos como «septembristas», que Sima cifró en aproximadamente medio millón. Pocos de estos pertenecían a la clase media rumana.
Una vez en el poder, desde el 14 de septiembre de 1940 hasta el 21 de enero de 1941, la Legión endureció la legislación antisemita y empezó una campaña de pogromos y asesinatos políticos contra los responsables de la represión contra la Guardia de Hierro en los años anteriores, así como de chantaje y extorsión a los sectores comerciales y financieros judíos. Más de 60 antiguos funcionarios y oficiales fueron masacrados en la cárcel de Jilava (la misma donde fue encarcelado Codreanu) como venganza por el asesinato de Codreanu y otros legionarios que murieron junto a él mientras estaban aguardando juicio; otras figuras de oposición, como el historiador y antiguo primer ministro Nicolae Iorga o el economista Virgil Madgearu, antiguo ministro, fueron asesinados sin ser detenidos previamente. 
La Guardia de Hierro ganó notoriedad por su extrema crueldad durante el Holocausto. En su libro La destrucción de los judíos europeos, Raul Hilberg escribió : "There were... instances when the Germans actually had to step in to restrain and slow down the pace of the Romanian measures." ("En algunas ocasiones los alemanes tuvieron que intervenir para ralentizar las medidas rumanas"). La aniquilación de los judíos del este de Rumanía (incluyendo aquí a Besarabia, Bucovina, Transnistria y la ciudad de Iaşi) tuvieron más bien el carácter de un pogromo que el de deportación e internamiento en campos de concentración bien organizados como los de los nazis; pero el 24 de enero de 1941, el general Ion Antonescu consiguió evitar un golpe de Estado legionario, expulsando a estos del gobierno. A pesar del papel desempeñado por la Guardia de Hierro en el Holocausto, Hitler decidió apoyar a Antonescu en la represión del alzamiento legionario, ya que lo consideraba como un valioso aliado en la futura invasión alemana de la Unión Soviética. 
Durante estos enfrentamientos, que llevaron a Rumanía al borde de la guerra civil, la Guardia de Hierro fue responsable de un pogromo en Bucarest, incluyendo la matanza de docenas de judíos en un matadero, donde los asesinos colgaron los cuerpos de los ganchos y los mutilaron. Muchos legionarios se refugiaron en Alemania, en tanto que otros fueron encarcelados.
Horia Sima huyó a España, donde colaboró con la dictadura franquista y publicó varios libros. Murió en Madrid en 1993.
Tras la caída de Antonescu y la liberación de Rumanía por los soviéticos, en 1944, la ya prácticamente desarticulada Guardia de Hierro fue oficialmente ilegalizada por las nuevas autoridades.

## Legado
El nombre Guardia de Hierro fue utilizado por un grupo terrorista neofascista rumano surgido tras la caída de Ceaușescu.
Existe también una organización contemporánea de extrema derecha, Noua Dreaptă ("'La Nueva Derecha"), que se considera heredera de la Guardia de Hierro y mantiene un culto a la personalidad dedicado a Corneliu Zelea Codreanu. Sin embargo, sus miembros no se declaran como un partido político y actualmente solo funcionan como parte de la sociedad civil. 
A partir de la década de 1970, Mircea Eliade (1907-1986), conocido historiador de las religiones, fue criticado por haber apoyado a la Guardia de Hierro en la década de 1930.